# Namibiana latifrons
Namibiana latifrons — вид змій родини струнких сліпунів (Leptotyphlopidae). Ендемік Анголи.

## Поширення і екологія
Namibiana latifrons мешкають в прибережних районах південному заході Анголи, в провінціях Південна Кванза і Бенгела. Вони живуть на прибережних піщаних дюнах, порослих чагарниками, в яких переважають молочаї. Зустрічаються на висоті до 50 м над рівнем моря. Ведуть риючий спосіб життя. Відкладають яйця.